# بطولة كاريوكا 1943
بطولة كاريوكا 1943 هو موسم من بطولة كاريوكا. فاز فيه نادي فلامنغو.